# Blickpilotin
Blickpilotin – Verein zur Förderung feministischer Filmbildungsarbeit e. V. war eine Initiative von Kinomacherinnen, Filmforscherinnen und Cineastinnen in Berlin, die von 1989 bis 2007 feministische Filmarbeit förderte.

## Geschichte
1989 wurde die Initiative für ein Feministisches Kommunales Kino von fünf Frauen gegründet, mit dem Ziel, ein Kino für feministischen Film in Westberlin aufzubauen. Erstmalig vorgestellt hat sich die Initiative auf dem zehnjährigen Jubiläum des Verbands der Filmarbeiterinnen in der Akademie der Künste im Hanseatenweg. Das dortige Programm umfasste unter anderem Dokumentarfilme von Ella Bergmann-Michel, Experimentalfilme von Marie Menken und Christine Noll Brinckmann sowie als Berliner Erstaufführung den Spielfilm Nana von Dorothy Arzner.
Mithilfe der Filmemacherinnen Maria Lang und Ute Aurand wurde 1990 der Verein unter dem Namen Verein zur Förderung feministischer Film-Bildungsarbeit e. V. gegründet und bald darauf das Wort Blickpilotin vorangestellt.
In den folgenden Jahren konzipierte und organisierte die Gruppe feministische Filmprogramme und spezielle thematische Filmreihen sowie Vorträge. „So gab es eine Werkschau der Filmkomponistin Lindsay Cooper, Veranstaltungen zu den Filmen der vietnamesisch-amerikanischen Regisseurin Trinh T. Min-Ha, Reihen über arabische oder lateinamerikanische Regisseurinnen, eine Retro der britischen Drehbuchautorin und Regisseurin Muriel Box oder auch die Wiederentdeckung der französischen Stummfilmpionierin Marie-Louise Iribe.“ (Gudrun Holz, taz 1999). Die Filmprogramme wurden von unterschiedlichen Frauen und teils in Kooperationen mit anderen Filmschaffenden kuratiert, wodurch ein sehr diverses Programm entstand und immer wieder neue Perspektiven auf das Kino und Frauen im Film geschaffen wurden (s. u.).
Ihr zehnjähriges Jubiläum feierte Blickpilotin im Arsenal-Kino in der Welserstraße 1999.
Von 2000 bis 2003 konnten nochmals mit Unterstützung des Künstlerinnenprogramms der Senatsverwaltung für Wissenschaft, Forschung und Kultur fünf Veranstaltungen realisiert werden, die die gesamte Bandbreite der Arbeit von Blickpilotin darstellten: Im Grünen (ein Experimentalfilm-Freiluftprogramm), La Maternelle (ein früher Tonfilm von Marie Epstein), ein Abend mit der Filmforscherin Mariann Lewinsky, musikalische Filme von Mary Ellen Bute und Lilia Olivier sowie Caged als Tribut an die Schauspielerin Hope Emerson.
Nach zwei Veranstaltungen im Jahr 2003 mit Filmen von Danielle Arbid und dem Film/Video-Programm My Migrant Soul löste sich die Gruppe im Jahr 2007 auf.

## Filmprogramme (Auswahl)
- 1989: Sad endings are out – open endings are in. Ein Vortrag von Annette Förster mit Videoausschnitten im Pelze Multimedia
- 1990: Ein Programm zur Geschichte der DFFB-Studentinnen bei den Frauenfilmtagen Dresden
- 1990: Vortrag mit Filmbeispielen Zur Sexualität der Farbe im Experimentalfilm von Christine Noll Brinckmann sowie der Film Ich denke oft an Hawaii von Elfi Mikesch im Kino Eiszeit
- 1990: Filme des FrauenFilmFests FEMINALE, Köln im Kino im K.O.B. und im Araquin
- 1990: Fünf Filme der peruanischen Regisseurin, Schauspielerin und Produzentin Maria Barea im Arsenal
- 1991: Let me entertain you – Muriel Box. Ein Programm mit sieben Filmen der englischen Drehbuchautorin und Regisseurin aus den 40er bis 60er Jahren mit einem Vortrag von Laura Hastings-Smith und einem Video-Porträt von Andrea Horakh im Kino Arsenal[4]
- 1991: Zehn Kurzfilme, fünf Videos und eine Performance von Barbara Hammer im Kino Arsenal und im Pelze Multimedia
- 1991: Zwei Yoko-Ono-Filmprogramme im Kino Eiszeit
- 1991: Schwesterlich, keusch und ohne Makel. Ein Nonnenfilmfestival mit zahlreichen Beispielen zum Bild der Nonne im Spielfilm, darunter die deutsche Erstaufführung von Extra Muros mit Carmen Maura und The Trouble with Angels der Hollywood-Regisseurin Ida Lupino im Sputnik Kino
- 1991: Super-8-Filme von Marcelle Thierache, Vivian Ostrovsky und Jennifer Lou Burford vorgestellt von Michèle Larrouy vom Festival Les Lesbiennes se font du cinéma
- 1992: Hara-Kiri. Ein Stummfilm von Marie-Louise Iribe aus dem Jahr 1928, am Klavier begleitet von der Pianistin Irène Schweizer im Kino Arsenal
- 1992: Mirada de Mujer. Ein Programm mit 29 Filmen und Videos in Anwesenheit zahlreicher Regisseurinnen aus Lateinamerika und eine Werkschau der Filme von Maria Luisa Bemberg. Welturaufführung des Films Antuca der Regisseurin Maria Barea in der Filmbühne am Steinplatz[5]
- 1992: Marie Menkens Filmpoesie – ihr filmisches Gesamtwerk der Jahre 1945–1967 sowie Filme ihres kreativen Umfelds
- 1993: Töchter des Vesuvs – Frauen im neapolitanischen Stummfilm mit drei Filmen von Elvira Notari und einem Vortrag von Giuliana Bruno zu ihrem Buch über E. Notari[6] im Kino Arsenal[7]
- 1994 Experimentalfilme von Karola Schlegelmilch im Kino fsk
- 1995 Eine Film- und Vortragstournee mit der vietnamesisch-amerikanischen Philosophin und Filmemacherin Trinh-T. Minh-ha im Kino fsk
- 1995: Frauen(t)räume – Filme arabischer Regisseurinnen. Zahlreiche Spiel-, Dokumentar- und Experimentalfilme und eine Podiumsdiskussion mit Heiny Srour, Nabiha Lotfi, Safaa Fathy, Farida Ben Lyazid und Nadia Cherabi im Haus der Kulturen der Welt und im Arsenal.[8]
- 1997: Es kommt drauf an sie zu verändern. Feministische Filmfestivals in Europa seit 1973 stellen sich vor. Begleitend ein Auswahlprogramm aus dem Archiv der Freunde der Deutschen Kinemathek und das Schwerpunktprogramm Ohneland mit Filmen von Immigrantinnen und Filmemacherinnen der zweiten Einwanderungsgeneration im Kino Arsenal
- 1998: Begegnungen mit afrikanischen Regisseurinnen. Filme und Gespräche mit Wanjiru Kinyanjui, Auma Obama und Tsitsi Dangarembga, ehemalige Studentinnen der DFFB, Berlin. Mit Vorträgen von Madeleine Bernstorff und Marie-Hélène Gutberlet im Emitaay
- 1998: Eine Werkschau der luxemburgischen Regisseurin Geneviève Mersch im Kino fsk[9]
- 1998: Die englische (Film-)Komponistin Lindsay Cooper zu Gast. Höhepunkt der Filmreihe ist die Berliner Erstaufführung von Nell Shipmans 1919 gedrehtem Stummfilm Back To God’s Country mit der Einspielung von Lindsay Coopers Komposition.
- 2000: The Camera: Je or La Camera: I Eine Filmreihe mit der Kamerafrau und Regisseurin Babette Mangolte im Kino Arsenal
- 2000/2001 Im Grünen, La Maternelle von Marie Epstein, Mariann Lewinsky, Mary Ellen Bute / Lilia Olivier und Caged.[3]
- 2003: Die libanesische Filmemacherin Danielle Arbid zeigt und kommentiert ihren Film Seule avec la Guerre u. a. im Filmkunsthaus Babylon
- 2003: My migrant Soul. Elf Filme und Videos von Regisseurinnen, die sich sowohl mit lokalen als auch globalen Zusammenhängen von Migration befassen und eine Sichtungsvideothek.im Jugend- und Kulturzentrum PallasT, Schöneberg

## Publikationen
Parallel zu den Filmprogrammen brachte Blickpilotin mehrere Publikationen heraus. Zwischen 1991 und 1993 publizierte der Verein für seine Mitglieder eine monatlich erscheinende Informationszeitschrift namens BLICKPILOTIN, in dem feministische Kinoveranstaltungen in Berlin beworben und diskutiert wurden.

## Archiv
Blickpilotin hat seit 1990 Informationen aller Art zum Filmschaffen von Frauen gesammelt und in den eigenen Büroräumen öffentlich zugänglich gemacht. Durch eine Schenkung von Brigitte Tast wurde 1993 das Archiv erweitert. 2016 wurde die Sammlung dem Schriftgutarchiv der Deutschen Kinemathek übergeben und wird dort erschlossen.